# Chlumetia alternans
Chlumetia alternans is een vlinder uit de familie van de Euteliidae. De wetenschappelijke naam van de soort is voor het eerst geldig gepubliceerd door Moore.